# Włoszczowa
Włoszczowaⓘ é uma cidade-condado no sudeste da Polônia. Pertence à voivodia da Santa Cruz, no condado de Włoszczowa. É a sede da comuna urbano-rural de Włoszczowa.
Estende-se por uma área de 30,3 km², com 9 467 habitantes, segundo o censo de 31 de dezembro de 2024, com uma densidade populacional de 312,4 hab./km².
Está localizada na planície de Przedborska. A cidade tem indústrias de pequena escala nos setores de madeira, alimentos, processamento de alumínio, construção civil e eletricidade.

## Localização

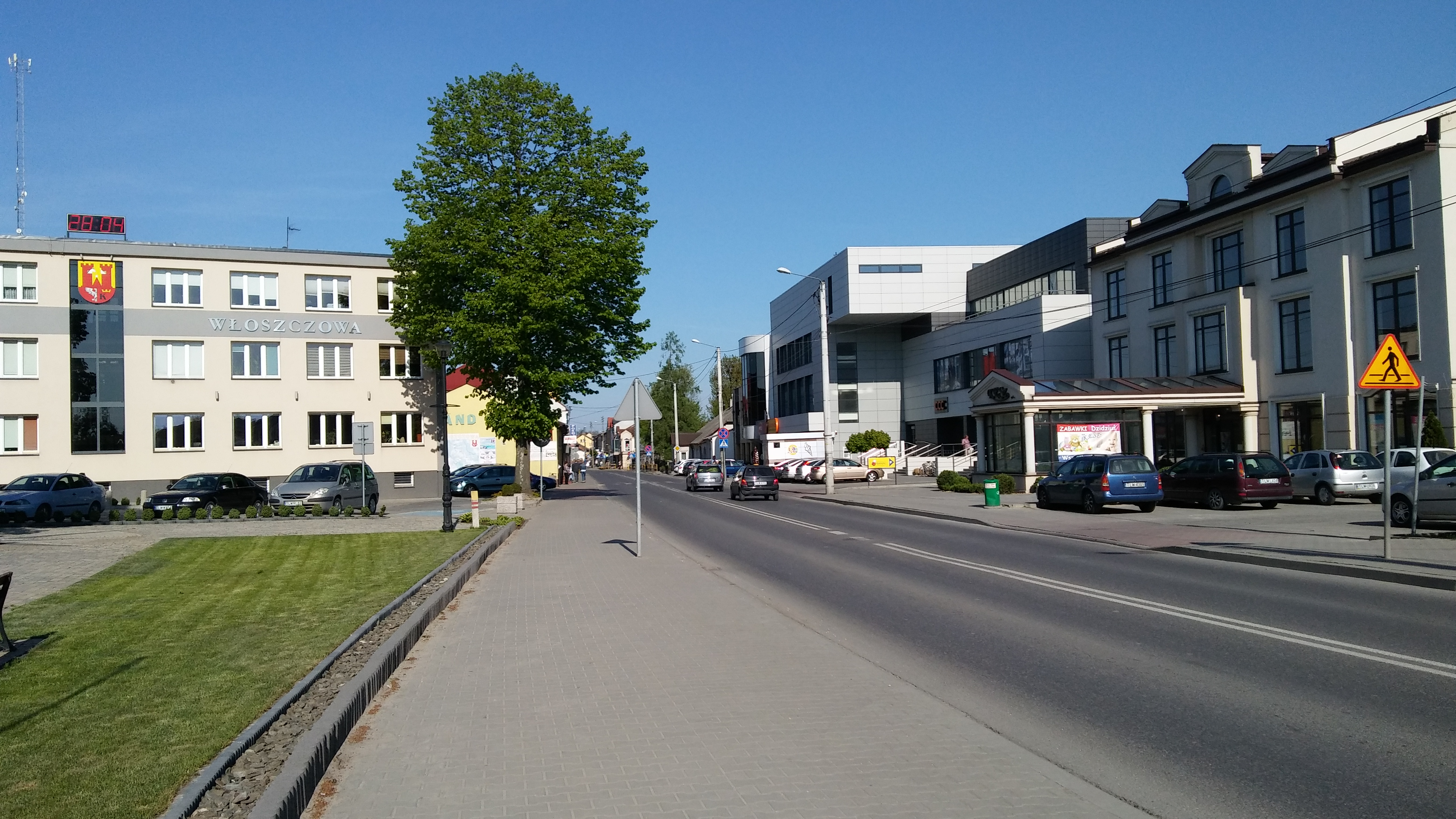
Prédio da administração da cidade e da comuna de Włoszczowa

Włoszczowa está localizada na parte leste da bacia de Włoszczowska, no planalto de Przedborska. A fronteira nordeste da cidade é marcada pelo rio Czarna Struga, que pertence à bacia de Pilica. Na parte sul da cidade, há uma pequena colina de calcário chamada Czarnecka ou Ewińska Góra — o ponto mais alto nos limites da cidade — 271 m acima do nível do mar.
Conforme dados de 31 de dezembro de 2024, a área da cidade era de 30,3 km².
Włoszczowa está localizada na histórica Pequena Polônia, e ficava na Terra de Sandomierz, depois no condado de Chęcin, na voivodia de Sandomierz e na Terra de Radom.
Entre 1975 e 1998, a cidade pertenceu administrativamente à voivodia de Kielce.

## Toponímia
Corretamente, o nome da cidade é conjugado pelo caso substantivo (como Varsóvia), com o complemento: “Włoszczowy”, enquanto a variável adjetiva encontrada: “Włoszczowa” é agora considerada incorreta.

## Demografia
Conforme os dados do Escritório Central de Estatística da Polônia (GUS) de 31 de dezembro de 2024, Włoszczowa é uma cidade pequena com uma população de 9 467 habitantes (11.º, penúltimo lugar na voivodia de Santa Cruz e 402.º lugar na Polônia), tem uma área de 30,3 km² (6.º lugar na voivodia de Santa Cruz e 183.º lugar na Polônia) e uma densidade populacional de 312 hab./km² (24.º lugar na voivodia de Santa Cruz e 724.º lugar na Polônia). Entre 2002–2024, o número de habitantes diminuiu 11,8%.
Os habitantes de Włoszczowa constituem cerca de 22,15% da população do condado de Włoszczowa, constituindo 0,81% da população da voivodia de Santa Cruz.
| Descrição                         | Total      | Total    | Mulheres   | Mulheres | Homens     | Homens   |
| --------------------------------- | ---------- | -------- | ---------- | -------- | ---------- | -------- |
| unidade                           | habitantes | %        | habitantes | %        | habitantes | %        |
| população                         | 9 467      | 100      | 5 031      | 53,1     | 4 436      | 46,9     |
| área                              | 30,3 km²   | 30,3 km² | 30,3 km²   | 30,3 km² | 30,3 km²   | 30,3 km² |
| densidade populacional (hab./km²) | 312        | 312      | 165,7      | 165,7    | 146,3      | 146,3    |

### População
Em 1827, a cidade tinha 1 353 habitantes.
Em 1857, havia 2 102 habitantes (incluindo 1 257 judeus).
Em 1876, havia 4 359 habitantes (incluindo 2 631 judeus).
Antes de 1893, havia 4 536 habitantes (dos quais 3 253 eram judeus e 33 ortodoxos).

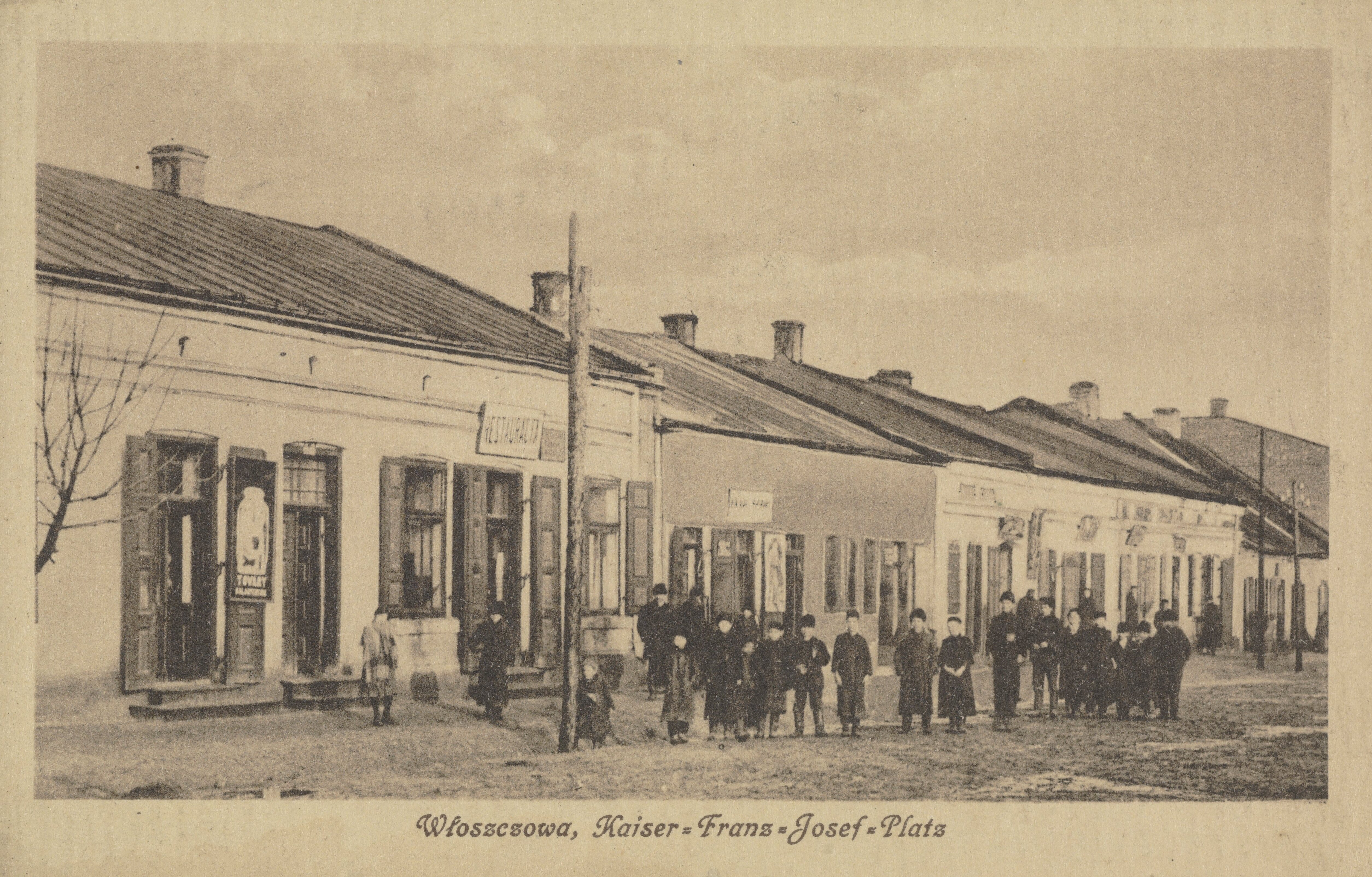
Włoszczowa 1906–1908
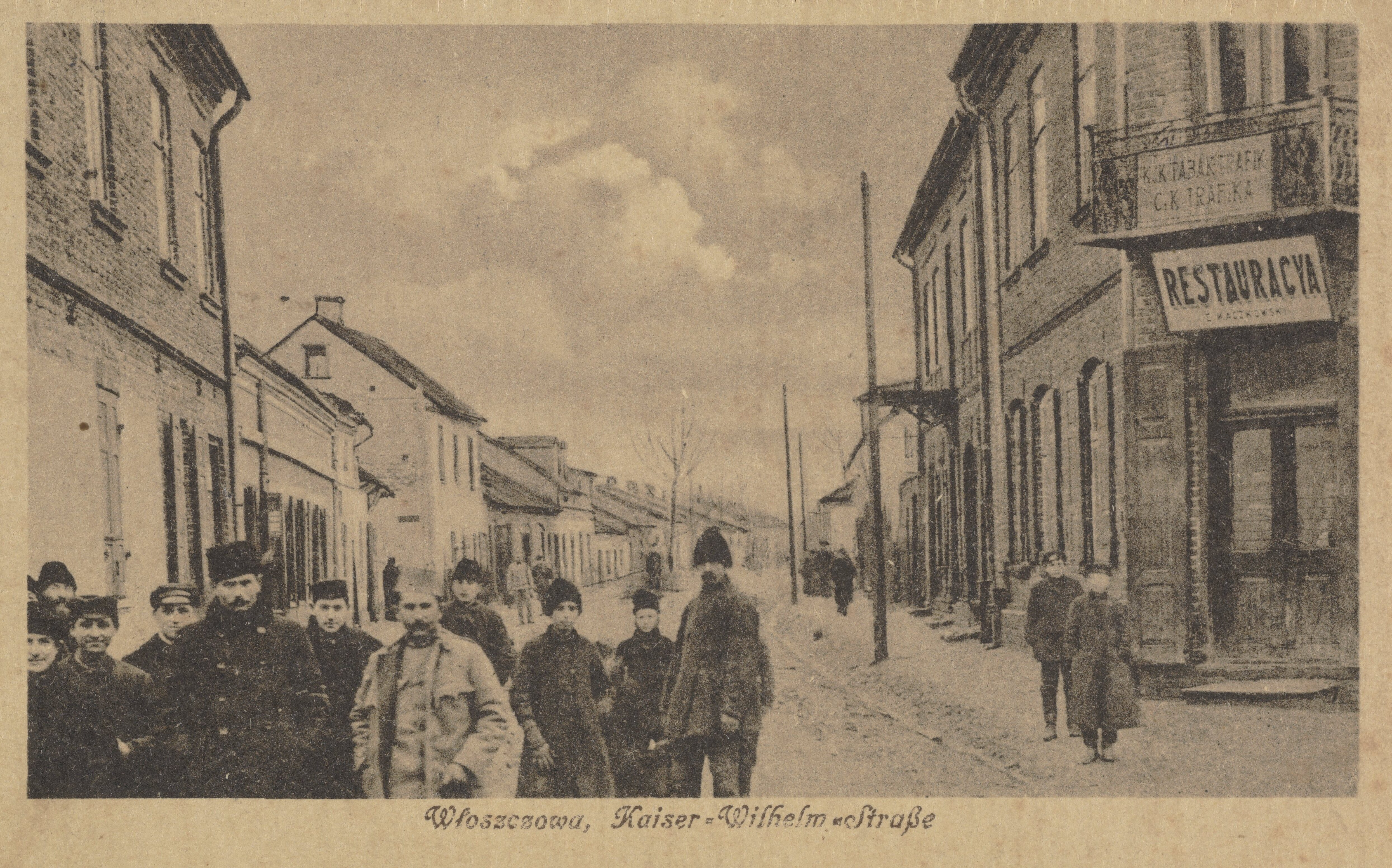
Włoszczowa 1906–1908

- 1900 - 3 724
- 1910 - 7 656
- 1925 - 5 479
- 1933 - 6 900
- 1939 - 7 164
- 1946 - 4 676
- 1950 - 5 260
- 1960 - 6 057
- 1970 - 7 273
- 1978 - 8 707
- 1988 - 10 388 [13]
- 1995 - 11 064
- 1996 - 10 955
- 1997 - 11 039
- 1998 - 11 067
- 1999 - 10 780
- 2000 - 10 830
- 2001 - 10 755
- 2002 - 10 728
- 2003 - 10 727
- 2004 - 10 756
- 2005 - 10 796
- 2006 - 10 780
- 2007 - 10 764
- 2008 - 10 685
- 2009 - 10 700
- 2010 - 10 657
- 2011 - 10 763
- 2012 - 10 675
- 2013 - 10 545
- 2014 - 10 417
- 2015 - 10 269
- 2016 - 10 165
- 2017 - 10 096
- 2018 - 10 043
- 2019 - 9 924
- 2020 - 9 798
- 2021 - 9 708 [14]

## Monumentos históricos
Na cidade você pode ver:
- Vestígios de um castro medieval primitivo (monte São João Nepomuceno) do século XII ao XIII. Provavelmente era um monte cônico com uma torre defensiva. Os vestígios de um fosso podem ser vistos a poucos metros da base do monte. Em seu topo há uma estátua de São João Nepomuceno (daí o nome do monte) feita em estilo barroco.
- Restos do traçado defensivo da casa senhorial da família Szafraniec (brasão de armas do Cavalo Velho) do século XVI.
- Igreja da Assunção da Bem-Aventurada Virgem Maria do século XVII, ampliada no século XIX. Em seu interior, há uma pintura barroca da Virgem Maria com São Joaquim e São José, de meados do século XVII. Construída em uma planta baixa cruciforme. O corpo da igreja foi construído em meados do século XVII. A torre menor, a chamada “torre de assinatura”, data de 1874. A torre grande (campanário com relógio) foi construída por volta de 1896 como uma oferta votiva dos sobreviventes da epidemia de cólera.
- Capela de Todos os Santos construída entre 1786 e 1788 por Ewa Małachowska, esposa de Mikołaj Małachowski (igreja paroquial do século XVII) em estilo classicista.
- Imagem de São Floriano da primeira metade do século XIX na praça principal e do século XVIII na rua Kusocińskiego. Esta última foi o local da igreja paroquial de lariço de São Tiago até meados do século XVII.
- Escola primária n.º 1 (prédio de 1922). Durante a ocupação nazista, o prédio da escola abrigou um hospital militar.
- Traçado urbano do centro da cidade do século XVI.

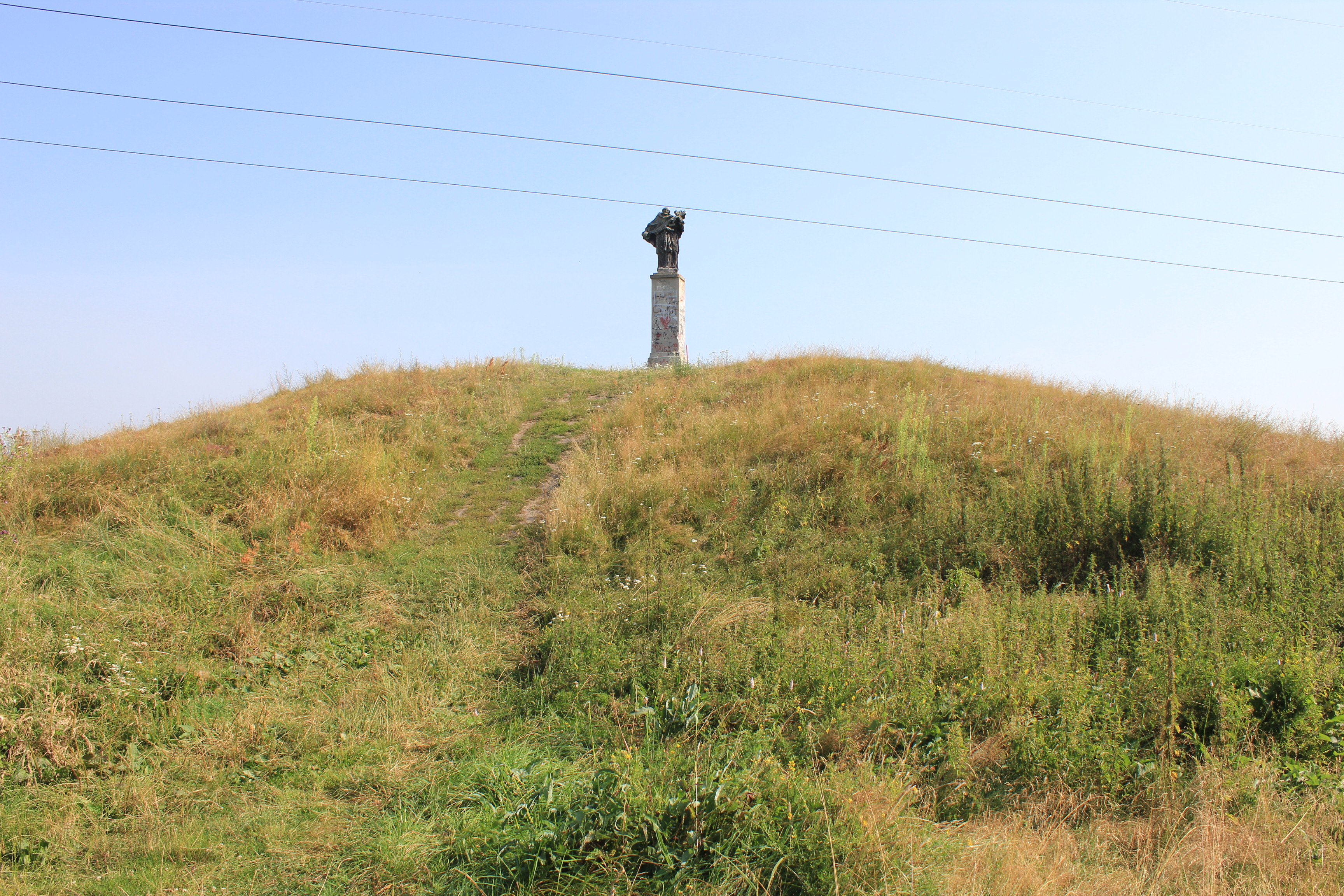
Monte São João Nepomuceno
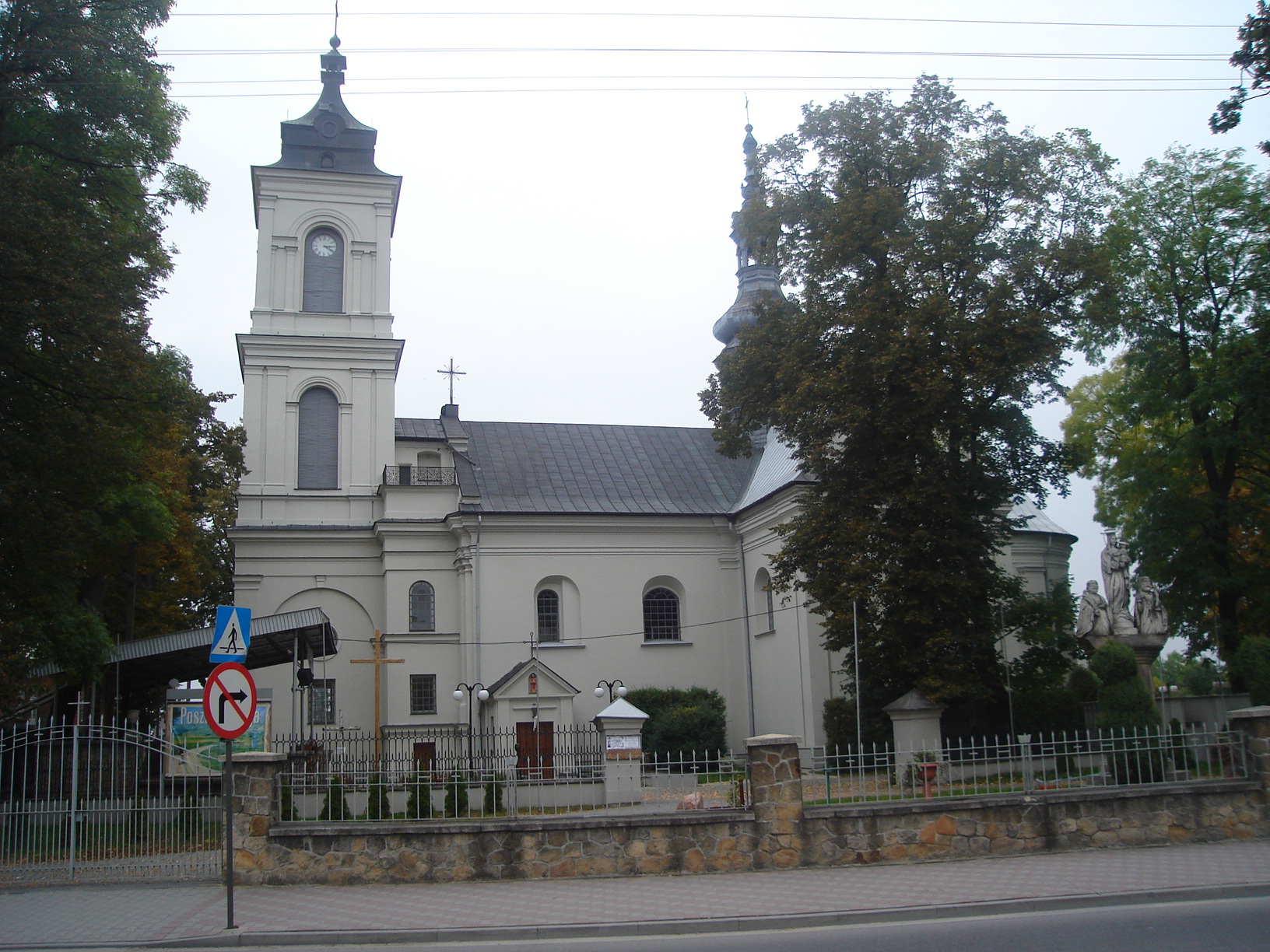
Igreja da Assunção da Bem-Aventurada Virgem Maria
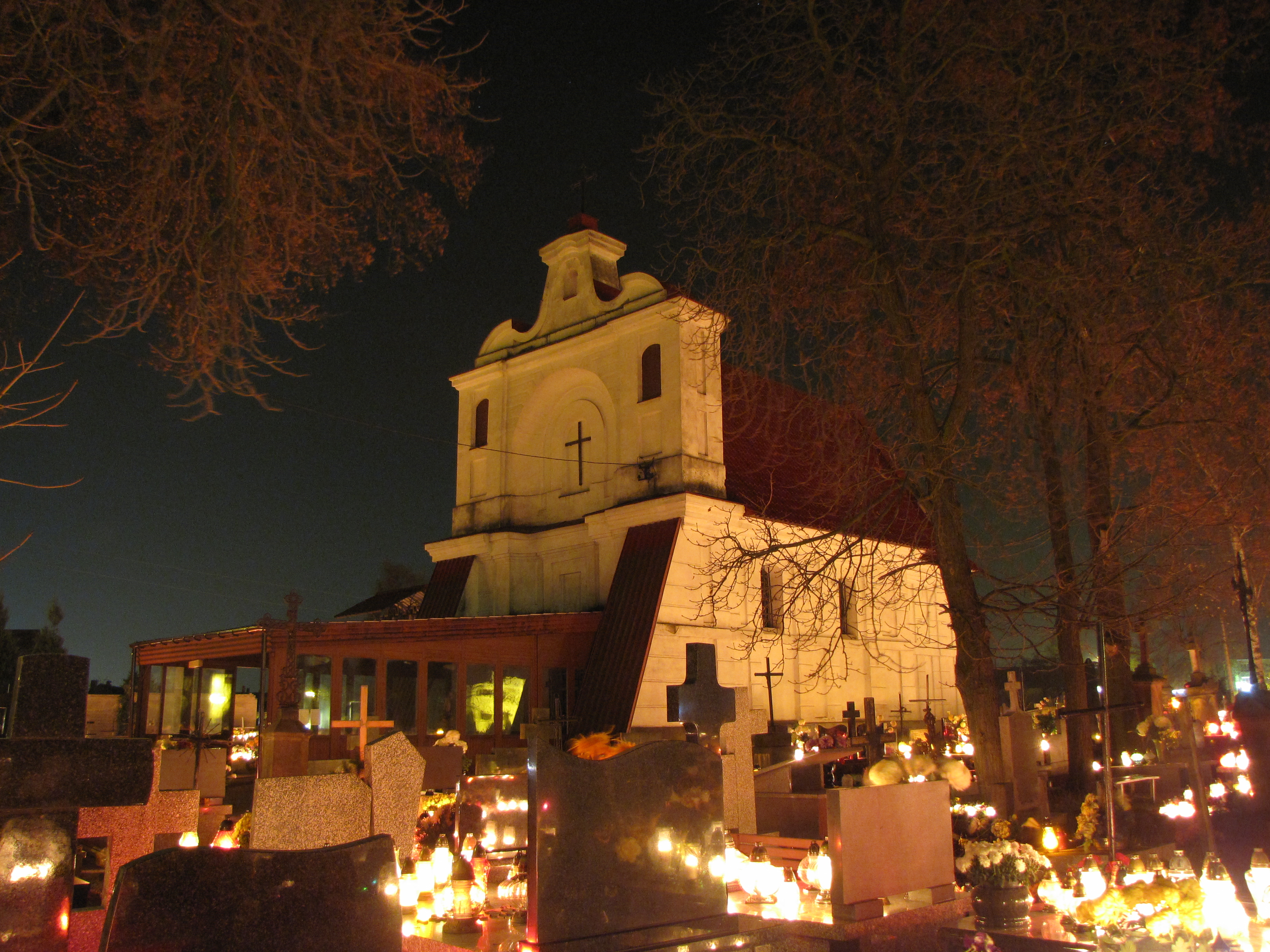
Capela de Todos os Santos

## História
Calendário histórico da cidade:

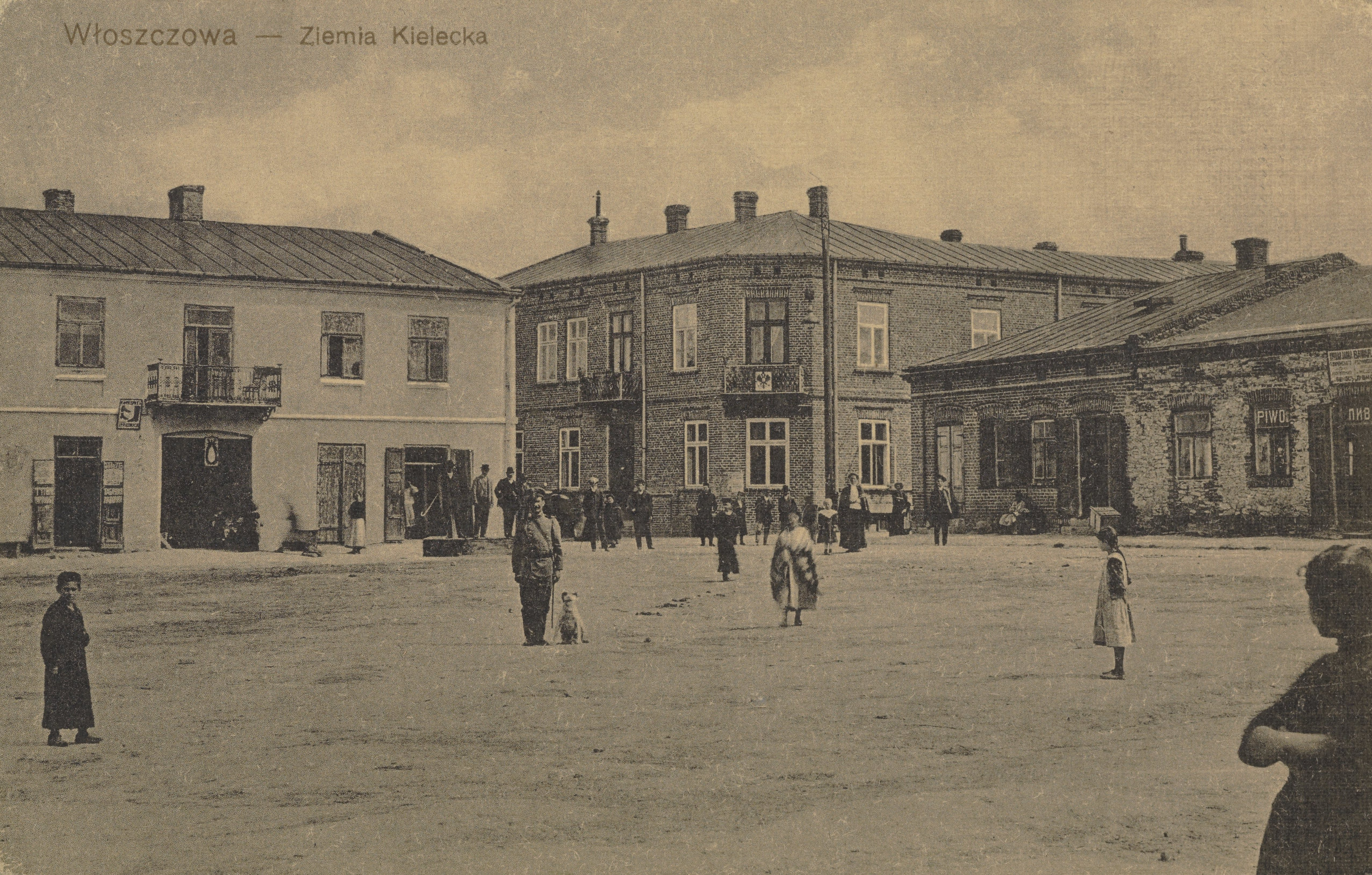
Włoszczowa por volta de 1913

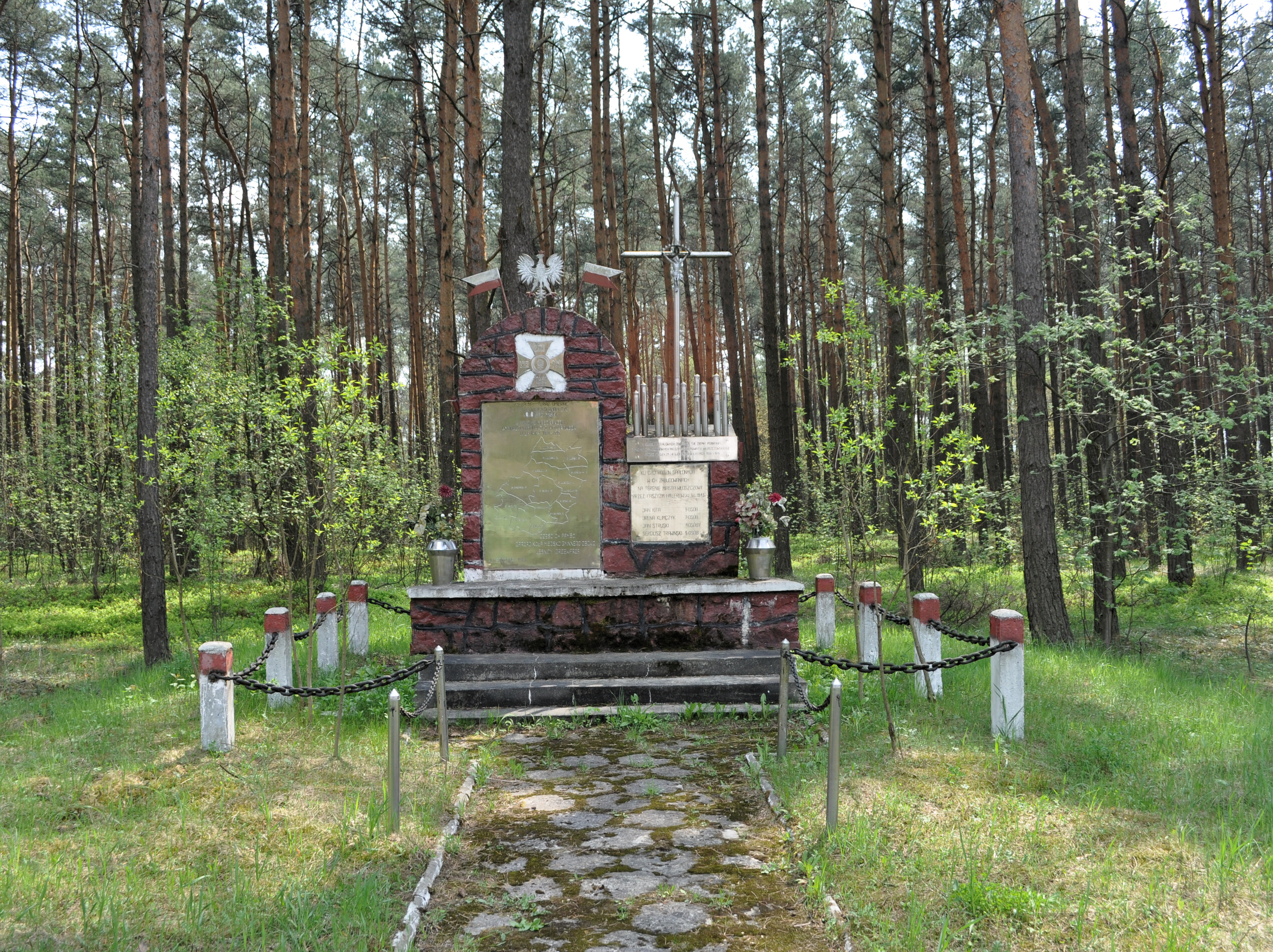
Memorial aos assassinados pela Alemanha nazista

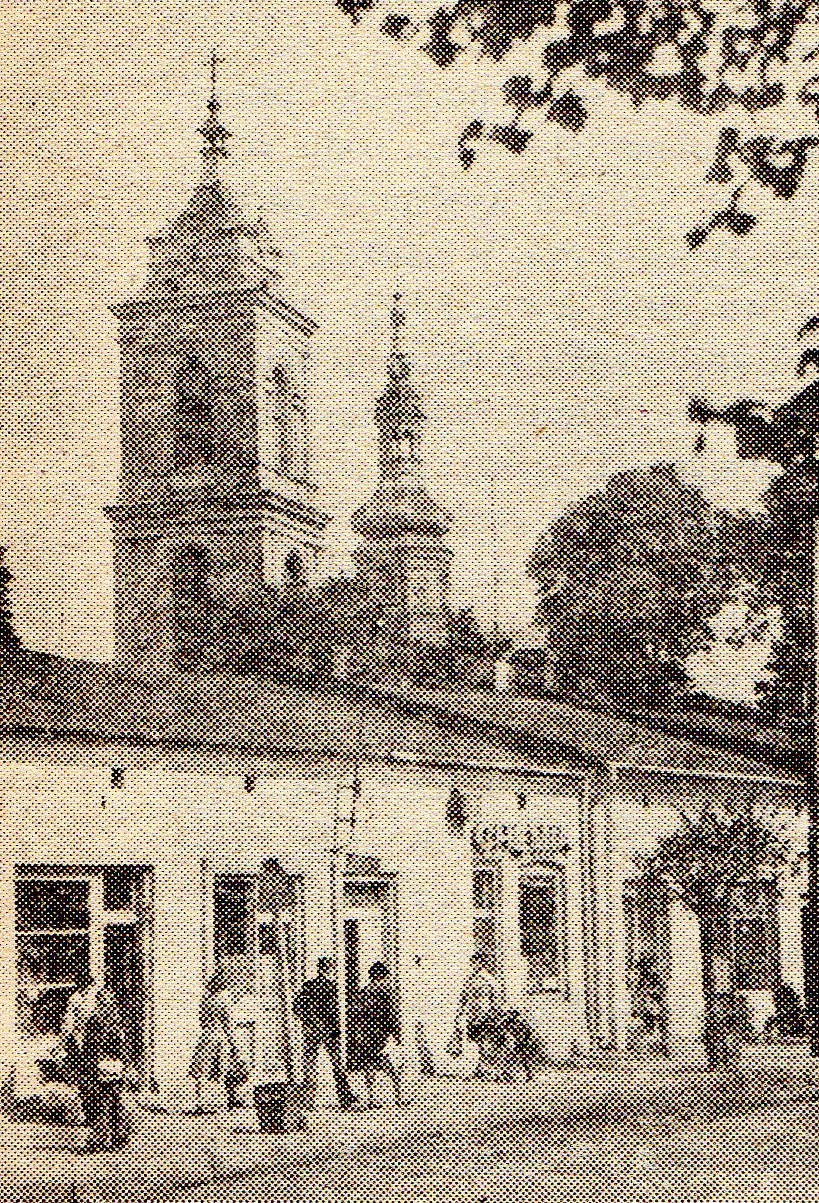
Włoszczowa em 1979

- Włoszczowa foi mencionada pela primeira vez em 1154, quando Henrique de Sandomierz entregou a vila chamada Vloszcova aos joanitas de Stara Zagość.
- No século XV, Piotr de Radomin, da família Pierzchał, possuía um castro de cavaleiro com uma torre, para o qual uma ponte levava, perto da vila.
- Os direitos de cidade lhe foram concedidos em 1539 pelo rei Sigismundo I, o Velho, graças aos esforços de Hieronim Szafraniec, um estarosta de Chęciny.
- Séculos XVI e XVII — Włoszczowa está nas mãos da família Szafraniec.
- Em 1642, as aparições marianas ocorreram aqui.[19]
- A partir da segunda metade do século XVII, aumentou o assentamento de judeus. Em iídiche, a cidade era chamada de Vlotscheve.
- No final do século XVIII, a cidade era propriedade da família Małachowski, incluindo o voivoda de Sieradz, Mikołaj Małachowski. Sua esposa Ewa, nascida Męcińska, construiu a capela do cemitério de Todos os Santos.
- Segundo o Skorowidzu Miejsca Rzeczypospolitej Polskiej vol. III. Województwo kieleckie, publicado em Varsóvia em 1925, Włoszczowa tinha uma população de 5 479 habitantes, dos quais 2 565 eram católicos romanos e 2 910 eram judeus; a nacionalidade polonesa era dada por 5 322 habitantes, a nacionalidade judaica — 156, a nacionalidade alemã — 1.
- Desde setembro de 1939, estava sob ocupação alemã no Governo Geral. Um gueto existiu em Włoszczowa entre 1940 e 1942 na área da rua Kilińskiego, ao sul da praça principal.
- Em setembro de 1942, os nazistas expulsaram quase toda a população judaica da cidade.[20]
- Em 1969, foi fundada a maior empresa de Włoszczowa, a Zakład Stolarki Budowlanej Stolbud Włoszczowa.
- Em 1980, foi inaugurado o hospital, um dos primeiros na Polônia (ainda no período comunista) a receber o nome de João Paulo II.
- Na primeira quinzena de dezembro de 1984, uma greve de duas semanas dos jovens do Complexo de Escolas Profissionalizantes na rua Wiśniowa em defesa da remoção de cruzes das salas de aula. Os jovens grevistas foram atendidos pelos padres Marek Łabuda e Andrzej Wilczyński (morto em 2000) e pelo pároco Kazimierz Biernacki (morto em 1986). Placa comemorativa no prédio da escola (Greve escolar em Włoszczowa (1984)).
- No início da década de 1990 — um período de falência para muitos grandes locais de trabalho, incluindo PTSB “Transbud Kielce” Oddział VI Włoszczowa, PBR (Przedsiębiorstwo Budownictwa Rolniczego), STW (Spółdzielnia Transportu Wiejskiego) — há um enorme desemprego na cidade. A situação melhorou um pouco somente uma década depois.
- Em outubro de 2006, a cidade ganhou uma conexão ferroviária expressa para Varsóvia e Cracóvia. Essa decisão foi tomada como resultado dos esforços pessoais do então Ministro Przemysław Edgar Gosiewski, do Gabinete do Primeiro Ministro da República da Polônia, um parlamentar do distrito eleitoral local. Para esse fim, a estação Włoszczowa Norte, localizada na Linha Ferroviária Central que corre a oeste da cidade, foi adaptada para trens de passageiros.[21]
- 3 de junho de 2007 coroação da Imagem da Bem-Aventurada Virgem Maria Protetora das Famílias com diademas papais abençoados pelo Papa Bento XVI.[22]

## Economia
Há várias empresas importantes em Włoszczowa, incluindo o Grupo Kapitałowa ZPUE S.A., a Cooperativa de Laticínios do Distrito de Włoszczowa e a EFFECTOR S.A.

### Cooperativa de Laticínios do Distrito de Włoszczowa[24]

#### Formação da Cooperativa de Laticínios
A Cooperativa de Laticínios do Distrito de Włoszczowa foi criada em abril de 1936 por um grupo de agricultores de Włoszczowa e arredores. Entre os iniciadores mais ativos estavam: Wit Cholerzyński, Wincenty Nadgłowski de Łachowo, Antoni Klimas de Czarnca e Leon Staroszczyk de Włoszczowa. As primeiras instalações da cooperativa estavam localizadas na rua Kilińskiego, em instalações adaptadas. As atividades iniciais incluíam a produção de manteiga, leite para consumo e queijo cottage. A eclosão da Segunda Guerra Mundial em 1939 causou uma interrupção na operação da cooperativa, mas as forças de ocupação logo ordenaram a retomada da coleta de leite. Os produtos lácteos foram destinados principalmente a unidades militares, mas também foram levados por guerrilheiros.

#### Reativação da Cooperativa de Laticínios
Dois anos após o fim da guerra, a fábrica passou por uma modernização abrangente, que envolveu a mecanização do processamento de leite. Em 1950, a Cooperativa de Laticínios foi substituída pela Fábrica de Laticínios do Distrito. Logo, em 1957, como resultado das mudanças sociais e políticas após o degelo de outubro, a Cooperativa em Włoszczowa foi reativada.

#### Inauguração da nova fábrica na rua Kochanowskiego
Com o aumento das compras de leite, especialmente durante o verão, e o aumento do processamento de leite, houve a necessidade de expandir a fábrica de laticínios. Medidas de modernização foram tomadas rapidamente - um andar foi adicionado para espaço social e de escritório e a área técnica e de produção foi ampliada. As autoridades planejaram a construção de uma nova fábrica de laticínios para 1971-1975. Como resultado, foram criadas aulas profissionalizantes na escola local para preparar os alunos para trabalhar no processamento de laticínios. Em agosto de 1974, a primeira loja da empresa OSM foi aberta na rua Wolności, em Włoszczowa. Um ano depois, em 1975, uma nova fábrica foi aberta na rua Jana Kochanowskiego. Graças ao uso de tecnologias modernas na época e ao equipamento da fábrica com equipamentos inovadores, a capacidade de processamento de leite e produção de queijo foi aumentada, o que também possibilitou a contratação de mais funcionários.

#### Mudanças em face da transformação sistêmica
A década de 1980 foi um período de mudanças significativas na sociedade, na política e na economia polonesas. Em 14 de novembro, foi realizada uma Assembleia Geral Extraordinária de Representantes, durante a qual foi fundada a Cooperativa de Laticínios do Distrito de Włoszczowa. Após a transformação política em 1989, surgiram condições favoráveis para o desenvolvimento de cooperativas, ao mesmo tempo em que se tornou necessário proteger o mercado doméstico de leite contra o influxo de produtos estrangeiros. Em 1991, o Acordo Nacional de Cooperativas de Laticínios foi criado para proteger esse mercado. Na década de 1990, graças à maior modernização da fábrica, a qualidade e a produção dos produtos da Włoszczowa foram constantemente aprimoradas. Foram introduzidos no mercado produtos novos e muito populares, como o queijo “Gucio” e o queijo do campo. Após o fechamento da loja na rua Wolności, em 1994, uma nova loja da empresa OSM foi oficialmente aberta na rua Żwirki, 10, e tem funcionado nesse local desde então.

#### Desenvolvimento dinâmico do OSM Włoszczowa no início do século XXI
A adesão da Polônia à União Europeia em 2004 foi um momento importante e decisivo em sua história. Já um ano antes, com base em uma decisão positiva da Comissão Europeia, a OSM começou a exportar seus produtos para mercados estrangeiros. Em 2005, a fábrica em Pawłowice foi adquirida, o que possibilitou a ampliação da oferta de coalhada semidesnatada na forma do popular queijo cottage. Em 2012, a cooperativa assumiu o controle da OSM Lubliniec-Dobrodzień. Graças à sua estratégia de desenvolvimento consistente, a Włoszczowa ganhou amplo reconhecimento nos mercados doméstico e internacional. A cooperativa aproveitou essa oportunidade, expandindo significativamente as exportações para a Rússia, a Ucrânia e os países dos Bálcãs, além de fornecer seus produtos para Israel, tendo o cuidado de aderir aos rígidos princípios kosher.

#### Tempos atuais
Hoje, a Cooperativa de Laticínios do Distrito de Włoszczowa é um dos principais produtores de laticínios da Polônia, tanto em termos de receita quanto de volume de leite processado. Em 2015, com um investimento de 28 milhões de złotys, foi lançada a linha de produção de queijo totalmente automatizada mais moderna do país. A fábrica aplica certificados e sistemas de qualidade como ISO, HACCP e BRC. A cooperativa investe continuamente no desenvolvimento das vendas de seus produtos nos mercados interno e externo. Os produtos da OSM Włoszczowa estão disponíveis, entre outros, nos Estados Unidos, na China e na Austrália, e seus queijos e outros produtos lácteos recebem regularmente vários prêmios e distinções.

### EFFECTOR S.A.[25]

#### Fundação da EFFECTOR S.A.
A empresa foi fundada em 1991 com o nome PPHU LECH-POL, mas não estava inicialmente associada ao setor de construção.

#### Tempos modernos
Atualmente, a EFFECTOR S.A. é reconhecida como uma das líderes do setor de construção civil na Polônia. A empresa fornece produtos de alumínio, oferece serviços de processamento de alumínio e produz vidros isolantes de alta qualidade e vidros especiais.

## Brasão de armas da cidade
A imagem do brasão de armas evoluiu desde meados do século XVI. A parte superior, ou seja, o desenho das duas torres, permaneceu basicamente inalterada. À direita (heráldica) está a cabeça de um cavalo branco — um elemento do brasão de armas da família Szafraniec, os antigos proprietários de Włoszczowa. À esquerda, há a cabeça de um pássaro branco (de origem desconhecida). A parte inferior é dividida em duas partes. À direita, a metade de uma águia sem coroa. À esquerda, a letra “K” em uma coroa — uma referência ao fato de pertencer à antiga voivodia de Kielce.

## Divisão administrativa
Os seguintes assentamentos podem ser distinguidos:
- Cidade — a parte urbana mais antiga de Włoszczowa, com um traçado urbano do século XVI.
- Podzamcze — o local de um antigo assentamento.
- Włoszczówka (Przedmieście) — um nome esquecido, embora apareça cada vez mais em mapas mais precisos. Agora faz parte da rua Partyzantów.
- Górki — ruas ao sul da praça principal, rua Kilińskiego.
- Górajek — o nome vem do sobrenome da herdeira de Włoszczowa — Gorajska, rua Jędrzejowska e a chamada Górajek Beliński — uma estrada de saída em direção a Kielce.
- Zielonka — parte da rua Sienkiewicza perto da rodoviária.
- Podlipie — estrada de saída em direção a Jędrzejów, atrás da linha de trem Kielce-Częstochowa.
- Conjunto habitacianalo longo do eixo da rua Wiśniowa — conjunto habitacional Jana Brożka, Władysława Broniewskiego e Armii Krajowej.
- Norte — o “distrito” mais jovem de conjuntos habitacionais ao longo da linha ferroviária n.º 4 da CMK].
- Potarganka — rua Wiejska (antiga rua Gwardii Ludowej) da rua Partyzantów até as fronteiras administrativas da cidade. A rua foi provavelmente traçada já no século XVII ou XVIII e ligava Włoszczowa a Chotów e Oleszno. O nome Potarganka foi introduzido na primeira metade do século XX e tinha um caráter malicioso e pejorativo.[27] O nome foi aceito, sendo usado permanentemente por muitos moradores da cidade.

## Transporte

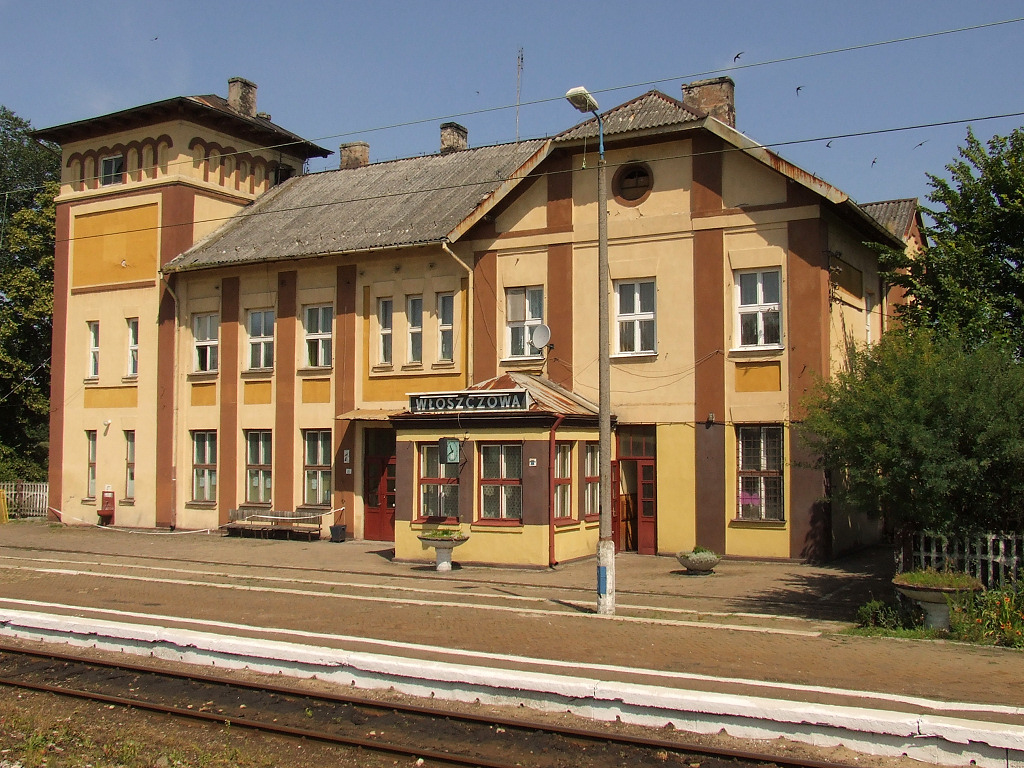
Prédio da estação ferroviária

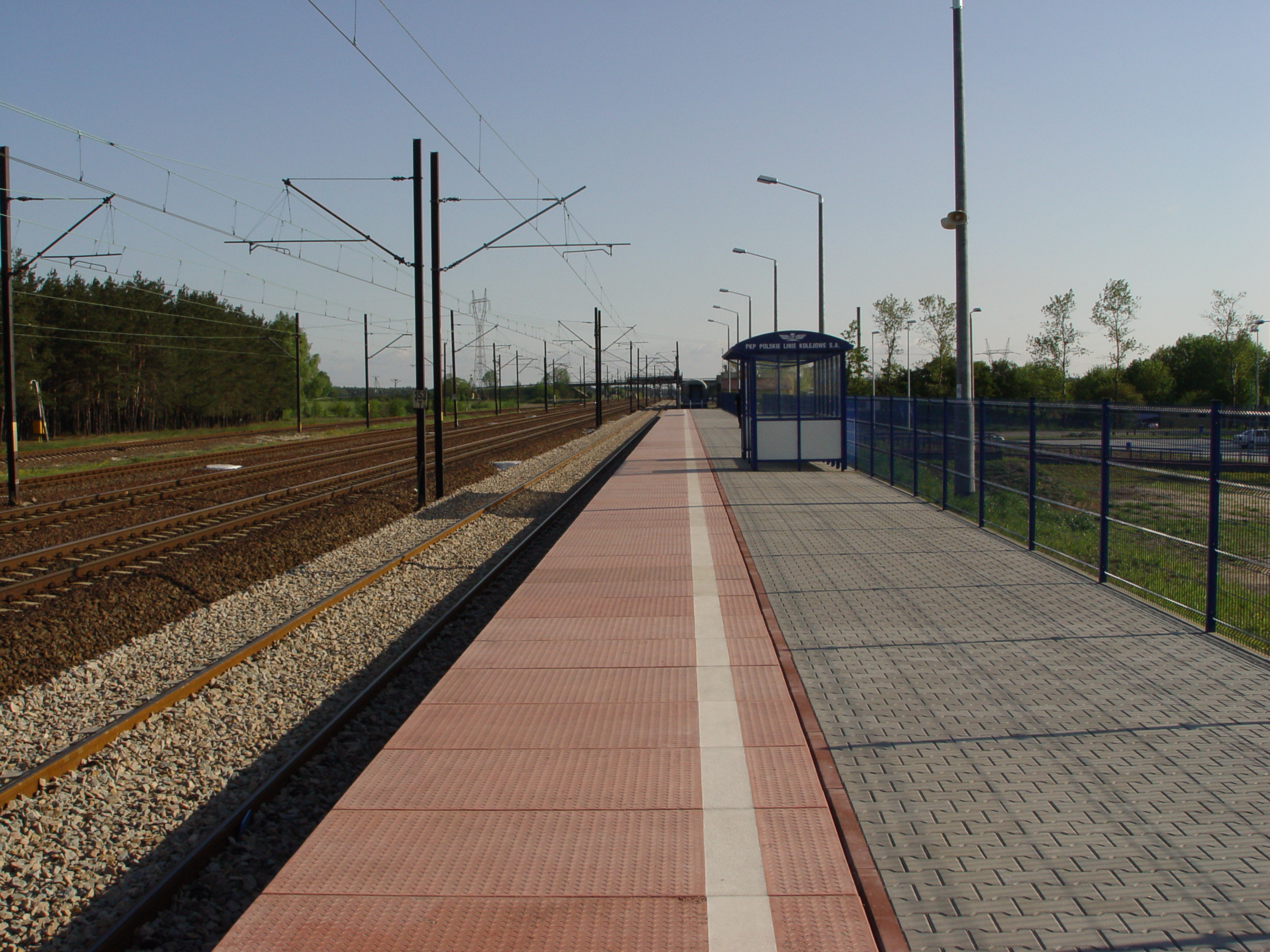
Estação Włoszczowa Norte

### Transporte rodoviário
As seguintes estradas da voivodia passam por Włoszczowa:
- Estrada provincial n.º 742 Przygłów – Nagłowice
- Estrada provincial n.º 785 Włoszczowa – Ciężkowice
- Estrada provincial n.º 786 Kielce – Częstochowa

### Transporte ferroviário
Włoszczowa posiada dwie stacje kolejowe:
- Linha ferroviária n.º 61 Włoszczowa na rota Kielce – Częstochowa.
- Linha ferroviária n.º 4 Włoszczowa Norte na rota Grodzisk Mazowiecki – Zawiercie (linha principal da Ferrovia Central).

Dessa estação, partem trens para Varsóvia, Gliwice, Cracóvia, Katowice, Krynica, Poznan, além de Praga, Budapeste, Viena e Vilnius. Até 2012, o trem internacional “Vltava” para Praga e Moscou via Terespol também parava na estação.

### Transporte aéreo
Há um heliporto particular da ZPUE Włoszczowa na cidade.

## Proteção ambiental
A cidade de Włoszczowa é cercada pela Área de Paisagem Protegida Włoszczowska-Jędrzejowska. A cidade, como toda a comuna, é coberta por um programa de segregação de resíduos. Possui seu próprio aterro sanitário em Kępny Ług e uma estação de tratamento de esgoto na rua Wiejska (construída em meados da década de 1990).

## Educação

### Escolas primárias
Educação na cidade:
- Complexo Educacional n.º 1, Józef Piłsudski.[31]
- Escola de Ensino Médio n.º 2 Partyzantów Ziemi Włoszczowskiej[32]

### Escolas de ensino médio
Escolas de ensino médio:
- I Liceu de Educação Geral general Władyslav Sikorsky[34]
- Complexo escolar n.º 2 Hetman Stefan Czarniecki[35]
- Complexo escolar n.º 3 Stanislav Stashic[36]

### Ensino superior
As instituições de ensino superior mais próximas estão: em Kielce (aproximadamente 50 km de Włoszczowa):
- Universidade Jan Kochanowski (UJK)[37]
- Universidade de Tecnologia[38]
- Escola Superior de Economia, Direito e Ciências Médicas prof. Edward Lipiński[39]

em Częstochowa (aproximadamente 65 km de Włoszczowa):
- Universidade Jan Długosz[40]
- Universidade de Tecnologia[41]
- Escola Superior de Linguística[42]

Anteriormente, havia um Centro de Ensino Politécnico Swietokrzyska em Włoszczowa general Władysław Sikorski no I Liceu de Educação Geral. As aulas eram conduzidas para o campo de estudo Gestão e Engenharia de Produção.

## Cultura

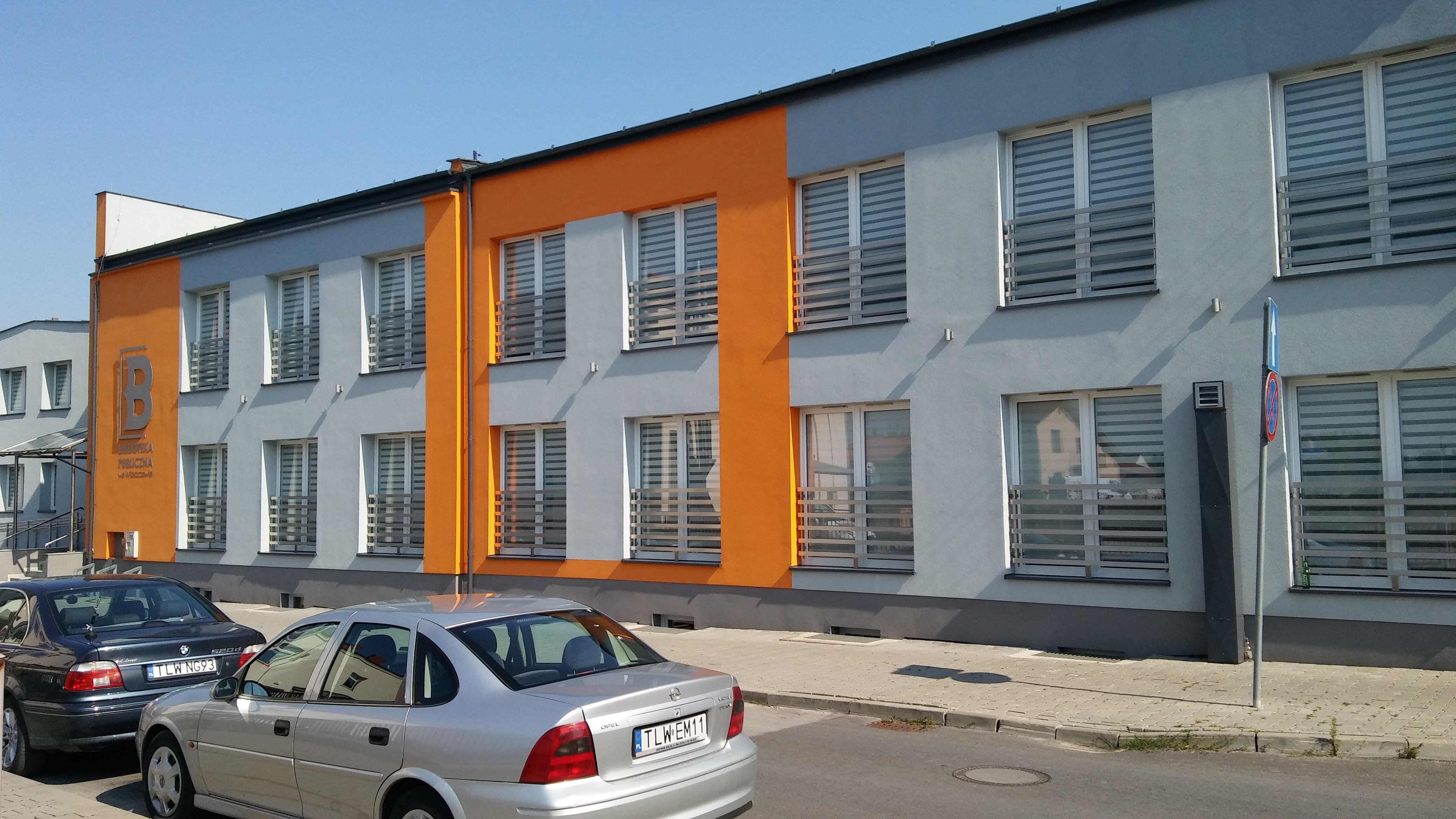
Prédio da Biblioteca Municipal

Organizações não governamentais que atuam na cultura e no patrimônio local:
- Włoszczowskie Towarzystwo Krzewienia Kultury — associação fundada em 1959, que financiou uma pedra comemorativa no túmulo do personagem popular Piotr Piech, de Kurzelów, e renovou o moinho de vento em Krasocin, onde foi instalado o Museu do Pão.[44]
- Włoszczowskie Towarzystwo Historyczne — associação fundada em 2007, que atua no aprofundamento e na disseminação do conhecimento histórico na região, iniciando pesquisas sobre o passado da cidade de Włoszczowa e do condado de Włoszczowa, na educação e na proteção de monumentos culturais.[45]
- Ochotnicza Straż Pożarna we Włoszczowa (Corpo de Bombeiros Voluntários em Włoszczowa) — uma organização criada em 1900, iniciou suas atividades em 1901, em 1993 recebeu o estatuto e o status de uma associação; um dos objetivos estatutários dessa unidade do Corpo de Bombeiros Voluntários é a atividade em benefício da cultura, da arte, da proteção de bens culturais e do patrimônio nacional.

Instituições culturais:
- Centro cultural
- Centro Cultural e Recreativo do Condado
- Biblioteca pública municipal
- Włoszczowa também tem sua própria TV na Web, chamada Włoszczowa Online, que apoia atividades culturais, sociais e esportivas por ser uma estação de TV local social administrada pela Cooperativa Social Orbital Center.

## Esporte
A cidade tem um clube de futebol, o Hetman Włoszczowa, desde 1947, que atualmente joga na quarta divisão do futebol polonês. Em 2012, o Hetman Włoszczowa expandiu-se para incluir uma seção de voleibol. Há também um segundo clube de futebol, o Deko Włoszczowa, desde 2007.
Há também um clube de voleibol feminino, o UKS Victoria Włoszczowa.

## Comunidades religiosas

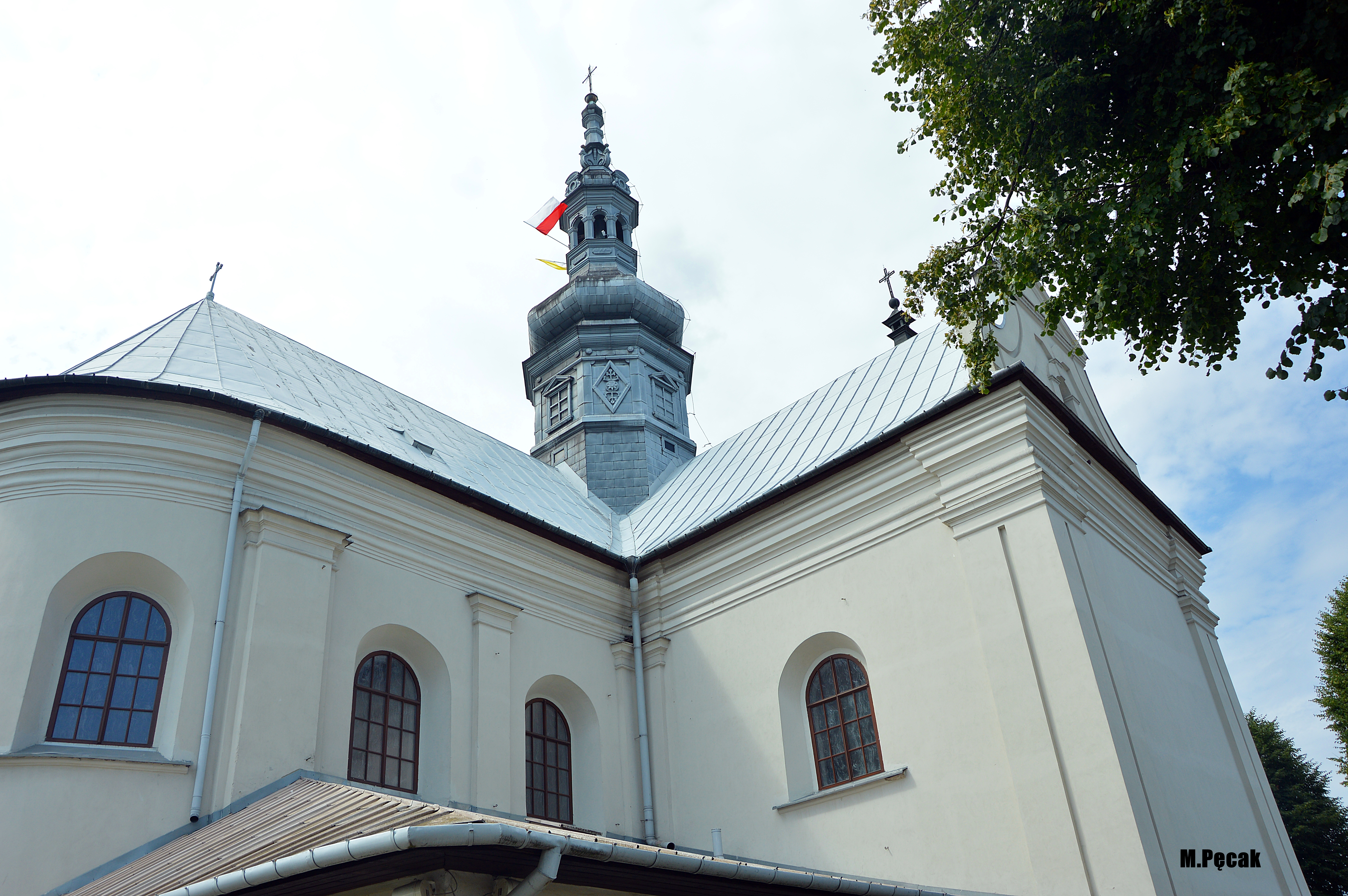
Igreja da Assunção da Bem-Aventurada Virgem Maria

Duas paróquias da Igreja Católica na Polônia foram criadas na cidade. A primeira paróquia católica romana de São Tiago foi fundada provavelmente no século XIV. Włoszczowa é a sede da forania de Włoszczowa. As paróquias atuais são: paróquia da Assunção da Bem-Aventurada Virgem Maria e a paróquia do Bem-Aventurado Józef Pawłowski, dentre os 108 mártires da Segunda Guerra Mundial (desde 11 de outubro de 1999).
O bispo Mieczysław Jaworski, nascido em 1930, bispo de Rapidum e sufragâneo de Kielce de 1982 a 2001, falecido em 2001, era associado a Włoszczowa como uma cidade de sua infância. Busto na Igreja da Assunção da Bem-Aventurada Virgem Maria com a inscrição: Eu nunca saí daqui.
A atividade religiosa na cidade também é realizada pela Igreja Evangélica Cristã da Fé, uma comunidade protestante de caráter evangélico. Uma igreja das Testemunhas de Jeová também realiza atividades de pregação.
As seguintes comunidades religiosas estão ativas na cidade:
- Igreja Evangélica Cristã da Fé:
  - Igreja “Wspólnota Ewangeliczna”, rua Stefana Czarnieckiego, 19
- Igreja Católica na Polônia:
  - Paróquia do Beato Józef Pawłowski dos 108 Mártires[49]
  - Paróquia da Assunção da Bem-Aventurada Virgem Maria[50]
- Testemunhas de Jeová:
  - Igreja de Włoszczowa (Salão do Reino, rua Sobieskiego, 84)